# 國際商業海洋公司
國際商業海洋公司（英語：International Mercantile Marine Co.，縮寫為IMM），成立於1902年，是約翰·皮爾龐特·摩根企圖壟斷航運業的商業信託公司，總部設在美國紐約市國際商業海洋公司大樓。
國際商業海洋公司由四位航運業大亨——克萊門特·格里斯科姆（美國航運和紅星航運董事長）、伯納德·貝克（大西洋航運董事長）、布魯斯·伊斯梅（白星航運董事長）、約翰·艾勒曼爵士（利蘭航運董事長）——共同併購皇輿航運後，由金融家約翰·皮爾龐特·摩根（經常寫為J·P·摩根）提供創立資金。該公司還與德國北德意志-勞埃德及漢堡-美洲航運公司簽署合作協議，分享利潤。國際商業海洋公司的成立引起英國航運界極大關注，並直接導致英國政府對冠達航運的新船盧西塔尼亞號和茅利塔尼亞號提供補助資金，以爭奪國際航運競爭力。由於高估了潛在利潤，國際商業海洋公司以高昂的價格併購了一些公司。
國際商業海洋公司是J.P.摩根公司旗下的控股子公司，擁有自己的子公司。約翰·皮爾龐特·摩根希望利用該公司與鐵路公司安排連鎖董事會，或以合約、協議等方式來壟斷跨大西洋貿易運輸業，但由於海上運輸的性質、美國反壟斷立法以及與英國政府達成的協議，事實證明這是不可能的。國際商業海洋公司的全資子公司之一是白星航運，該公司擁有英國皇家郵輪鐵達尼號。財務紀錄分析顯示，國際商業海洋公司已經過度槓桿化、現金流量不足，導致該公司在1914年底拖欠債券利息。1915年申請破產保護，該公司得以重組財務結構，在1916年解除破產危機。第一次世界大戰之後，國際商業海洋公司與羅斯福輪船公司合併，成為合眾國航運，後來在1986年破產。

## 歷史

### 創立公司

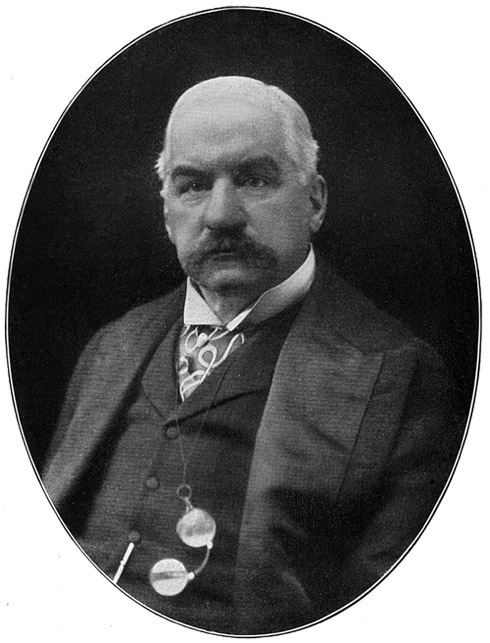
國際商業海洋公司的擁有者約翰·皮爾龐特·摩根。

隨著航運業在19世紀末盛行，一些商人試圖建立一個壟斷美國航運的商業信託公司。但是在1890年代，這方面的所有交涉成果都很有限。美國金融家約翰·皮爾龐特·摩根是世界上最富有的大亨之一，他的干預將改變這種狀況。美國航運業大亨伯納德·貝克擁有大西洋航運，他的公司同時擁有客船和貨船，與英國和其他航運公司競爭激烈。伯納德·貝克試圖將他的公司出售給利蘭航運董事長約翰·艾勒曼爵士，後者試圖奪取兩家強大的歐洲運輸公司——冠達航運和漢堡-美洲航運公司的控制權。伯納德·貝克和約翰·艾勒曼爵士之間的交涉進展順利，但最終交易沒有成功。與此同時，約翰·皮爾龐特·摩根已與擁有美國航運和紅星航運的國際航運公司董事長克萊門特·格里斯科姆達成協議。1900年12月，經過六個月的交涉，國際航運公司買下大西洋航運。
隨後，伯納德·貝克和小西蒙·貝特爾（Simon Bettle Jr.，國際航運公司的代表）與約翰·艾勒曼爵士進行談判，這次是為了贖回他的財產。約翰·皮爾龐特·摩根的團隊也在計畫合併其他公司，第一個加入的是利蘭航運。1902年4月，經過長期交涉後買下著名的白星航運。1902年10月1日，約翰·皮爾龐特·摩根宣布成立國際商業海洋公司，其組成部分包括國際航運公司（特許於1871年。

### 黃金時代

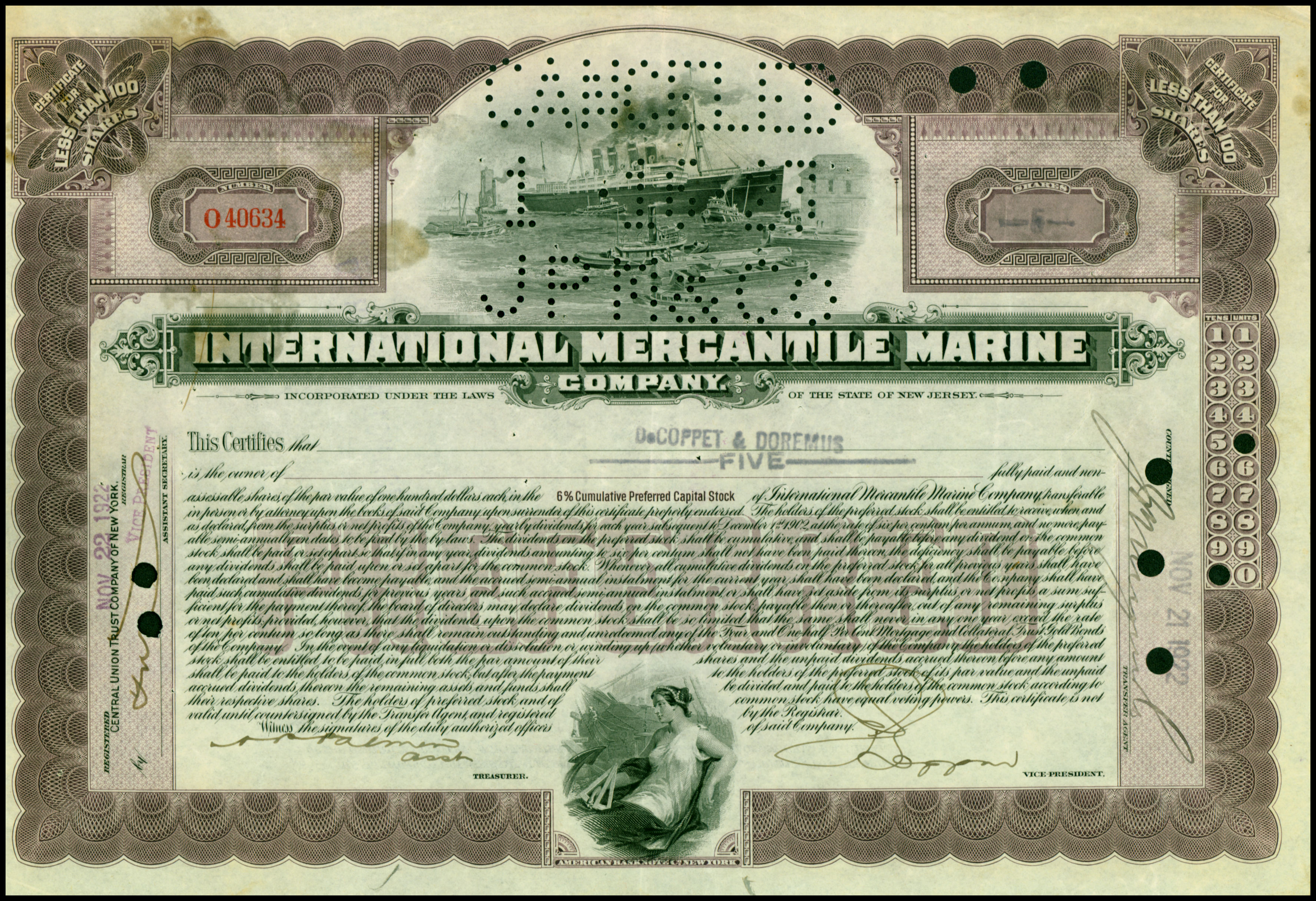
1922年11月21日發行的國際商業海洋公司優先股。

約翰·皮爾龐特·摩根的角色多年來一直在演變；他身為美國人不能直接擁有英國船隻，但他可以擁有這些船隻的營運公司。1902年，由於移民美國的熱潮出現，國際商業海洋公司旗下船隻運送了64,738名乘客。1902年2月20日，國際商業海洋公司與德國最重要的兩家船運公司——北德意志-勞埃德及漢堡-美洲航運公司在紐約簽署了「德國—摩根合作協議」，分享66,838人次的交通利潤，這是成立國際商業海洋公司的關鍵一步，但並未完全解決德英兩國航運公司之間長期存在的競爭摩擦。
英國在同一年的行動加劇這些競爭摩擦。英國航運公司之一，具有大英帝國實力意義的冠達航運——獲得英國政府資金補助，每年15萬英鎊，用來建造1907年底推出的兩艘超級遠洋客輪——盧西塔尼亞號和茅利塔尼亞號。1908年，國際商業海洋公司展開反擊，當時哈蘭德與沃爾夫造船廠獲得授權，負責建造白星航運的三艘奧林匹克級郵輪——奧林匹克號、鐵達尼號、不列顛號。
1902年以來，國際商業海洋公司與哈蘭德與沃爾夫造船廠董事長兼白星航運董事威廉·裴禮男爵簽署了一份協議，哈蘭德與沃爾夫造船廠獲得永久獨家授權，負責建造白星航運的船舶。國際商業海洋公司子公司旗下的船舶也互相轉移，例如白星航運的比利時號移籍至紅星航運、皇輿航運的雷吉納號移籍至白星航運。由於形成了連鎖董事，使國際商業海洋公司可以便利安排許多英國船舶，乘客可以將他們的船票改到同公司的另一艘船上。伯納德·貝克在與國際商業海洋公司合併不久後，便退出大西洋航運。大西洋航運董事長變成菲利普·富蘭克林，後來他成為國際商業海洋公司的副總裁，而國際航運公司董事長克萊門特·格里斯科姆在1904年被白星航運董事長布魯斯·伊斯梅取代。

### 衰退

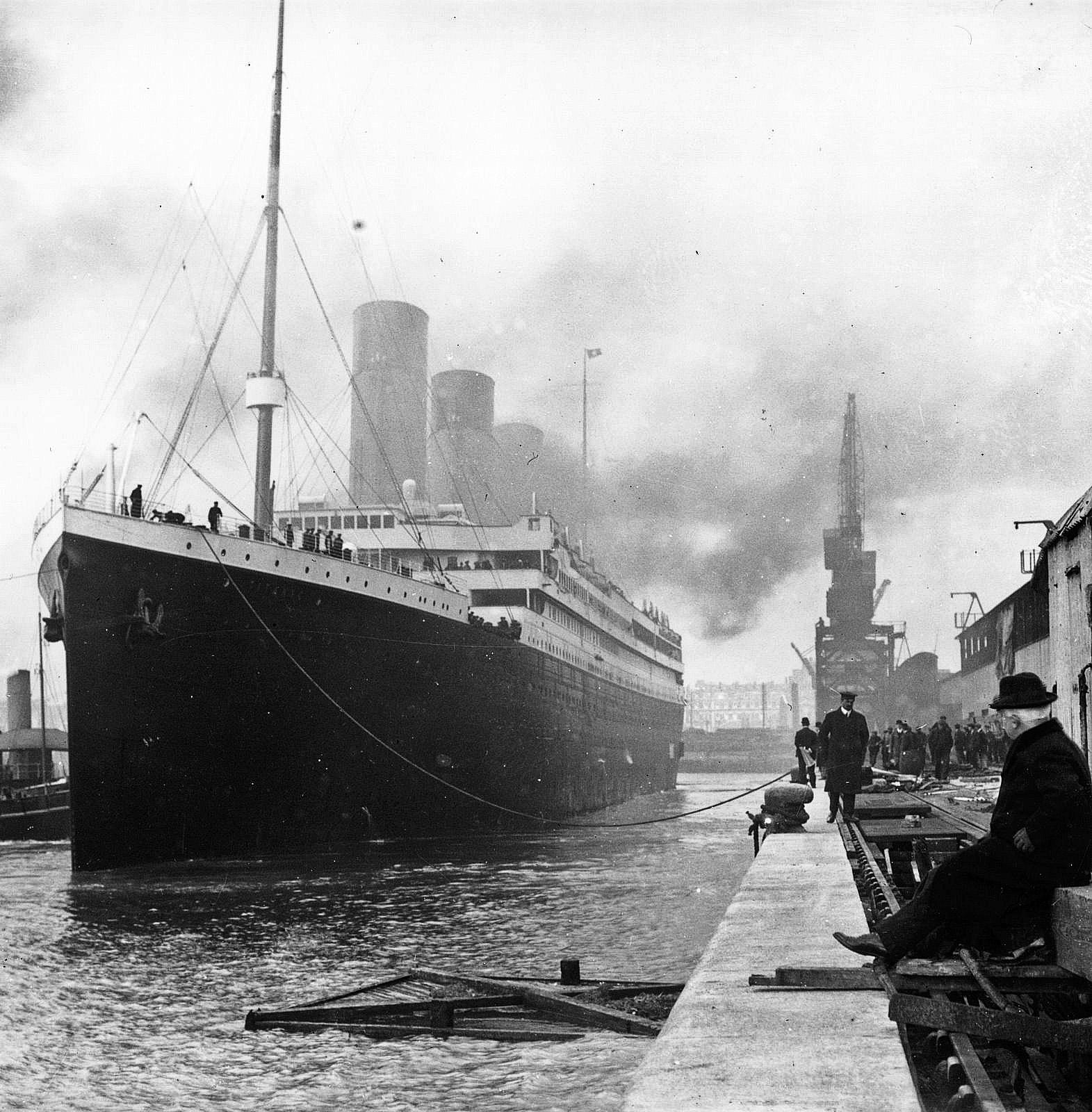
鐵達尼號沉沒事故是國際商業海洋公司衰退的原因之一。

1910年代初是國際商業海洋公司的轉折點。1912年4月15日，最新打造的旗艦船舶鐵達尼號在首航期間沉沒。除了財務和人力上的損失之外，這起事故對公司組織產生了影響。由於美國參議院鐵達尼號沉沒調查委員會致力於查明災難的責任歸屬，美國參議員威廉·阿爾登·史密斯公開抨擊國際商業海洋公司和約翰·皮爾龐特·摩根的道德準則。1913年，營運鐵達尼號的布魯斯·伊斯梅辭去所有職位，他在國際商業海洋公司的職缺由哈羅德·山德森取代。
國際商業海洋公司並沒有因為鐵達尼號沉沒事故而倒閉。雖然理論上來說該公司仍然很強大，因為它繼續影響著一些美國、英國和德國的頂尖航運公司，但該公司從未設法解決自己的財務問題，也無法壟斷北大西洋的航運貿易，因此沒有達到創立時的目標。該公司於1915年進入申請破產保護，並由於約翰·皮爾龐特·摩根逝世，由菲利普·富蘭克林接替主席，他設法挽救了這間公司。在1920年代後期，他獲得美國政府的資金補助（條件是在美國建造船舶或懸掛國旗），並於1926年將白星航運以700萬英鎊出售給皇家郵政蒸汽船運公司，其中又拖欠了235萬英鎊，因為過度槓桿化和資金不足的皇家郵政蒸汽船運公司在1932年遭英國政府清算重組。1930年，國際商業海洋公司擁有30艘船，1933年有19艘船，到1935年只剩11艘船。
1931年，這家處境困難的公司與羅斯福輪船公司合併，母公司羅斯福航運將這兩間子公司重組為羅斯福國際商船公司（縮寫為RIMM）。1931年底，羅斯福國際商船公司收購了財務困難的合眾國航運，並開始鞏固其在該品牌下的營運。大西洋航運於1931年底解散，其船隻分佈在羅斯福國際商船公司的旗下部門。1932年，美國航運併入合眾國航運，1934年紅星航運出售給阿諾德·伯恩斯坦，1937年巴爾的摩郵輪併入合眾國航運，1938年巴拿馬太平洋航運解散，1938年美國商業航運併入合眾國航運。
1940年，羅斯福航運併入合眾國航運，使該公司成為羅斯福國際商船公司唯一剩下的子公司。1943年，羅斯福國際商船公司更名為合眾國航運公司，重新塑造為一家專注於跨大西洋航線的小型公司，並以單一品牌為重點。現代航運業的一些公司仍然認為國際商業海洋公司是商業信託公司的先驅，這類大型控股公司今天主宰著大部分航運業。

## 子公司
- 紅星航運（英语：Red Star Line）：1871－1934年
- 美國航運（英语：American Line）：1873－1932年
- 英曼航運（英语：Inman Line）：1886－1893年
- 大西洋航運（英语：Atlantic Transport Line）：1901－1931年
- 荷美郵輪：1902－1917年（51%股權）
- 白星航運：1902－1927年
- 皇輿航運（英语：Dominion Line）：1902－1926年
- 利蘭航運（英语：Leyland Line）：1902－1927年
- 巴拿馬太平洋航運（英语：Panama Pacific Line）：1915－1938年
- 美國商業航運（英语：American Merchant Line）：1924－1938年
- 巴爾的摩郵輪（英语：Baltimore Mail Line）：1930－1937年
- 羅斯福輪船公司（英语：Roosevelt Steamship Co.）：1931－1940年
- 合眾國航運（英语：United States Lines）：1931－1943年（1943年後成為後繼機構）

## 延伸閱讀
- Boyce, Gordon. The Growth and Dissolution of a Large-Scale Business Enterprise (Research in Maritime History 49, 2012), chapter 4: "Trouble on the Transatlantic Route."
- Chirnside, Mark: The Olympic-class ships. Tempus, 2004 (ISBN 0-7524-2868-3)
- Gittelman, Steven H.: J.P. Morgan and the Transportation Kings — The Titanic and Other Disasters. University Press of America, Inc., 2012 (ISBN 978-0-7618-5850-8)
- （法文） Piouffre, Gérard: Le Titanic ne répond plus. Larousse, 2009 (ISBN 2-263-02799-8)
- （法文） Beau Riffenburgh, Toute l'histoire du Titanic, Sélection du Reader's Digest, 2008 (ISBN 2709819821)
- Vale, Vivian. . Manchester: Manchester University Press. 1984. ISBN 0-7190-1718-1. OCLC 10752931.
- Navin, Thomas R. and Sears, Marian V. "A Study In Merger: Formation Of The International Mercantile Marine Company," Business History Review 1954 28(4): 291-328

## 外部連結
- Number One Broadway—The Home Port of the International Mercantile Marine Company
- «Die 'Titanic stocks', Rose und die zweite Maid» （页面存档备份，存于）